# Марія Якобіні
Марія Якобіні (італ. Maria Jacobini; *17 лютого 1892, Рим — †22 листопада 1944, Рим) — італійська акторка.

## Життєпис
Народилася в аристократичній родині. У дитинстві і юності відвідувала заняття драматичних курсів. Закінчила Академію драматичного мистецтва (педагоги Вирджиліо Таллі, Едуардо Буте) З 16-ти років на театральній сцені. З 1909 року почала з успіхом працювати на сцені римського театру «Делле Кватро Фонтана». У 1910 році підписала контракт з кінофірмою «Фільмо д'арте італіано» і поряд з Франческою Бертіні висунулася в кінозірки італійського німого кіно. Виконала головні ролі в картині Ніно Оксилена «Жанна д'Арк» (1912) і у фільмі з часів раннього християнства «Цим переможеш» (1913). Знімалася в Німеччині, Франції, Англії та інших країнах Європи, в тому числі в СРСР: «Живий труп» (СРСР — Німеччина, реж. Федір Оцеп, 1929), «Іллан Діллі» (1926, реж. Іван Перестіані), «Двоногі» (1927). На відміну від інших зірок німого кіно прекрасно адаптувалася до звуку і продовжувала активно зніматися в звукових фільмах режисерів Луїджі Дзампа, Джорджо Сімонеллі і у фільмах свого чоловіка Дженнаро Рікеллі. Марія Якобіні знялася в 97 фільмах. Останньою роллю актриси стала Марія у фільмі «La donna della montagna» (1944, реж. Ренато Кастеллані). У 1938—1943 роках — професор, зав. кафедрою драми в Експериментальному центрі кінематографії в Римі. Актриса Діоміра Якобіні — сестра Марії Якобіні.

## Фільмографія
- Beatrice Cenci  (1910)
- Cesare Borgia (1912)
- Il giglio della palude (1912)
- Il ballo della morte (1912)
- La fuggitiva (1912)
- L'ultimo amplesso (1912)
- Vampe di gelosia (1912)
- Follia (1913)
- Giovanna d'Arco (1913)
- Il cadavere vivente (1913)
- Il velo d'Iside (1913)
- In hoc signo vinces (1913)
- L'amicizia di Polo (1913)
- L'eredità di Gabriella (1913)
- La falsa strada (1913)
- Capricci di gran signore (1914)
- L'esplosione del forte B.2 (1914)
- Ananke (1915)
- I cavalieri moderni (1915)
- Sotto l'ala della morte (1915)
- La corsara (1916)
- La maschera dell'amore (1916)
- Resurrezione (1917)
- Addio giovinezza! (1918)
- L'onestà del peccato (1918)
- La signora Arlecchino (1918)
- Anima tormentata (1918)
- La regina del carbone (1919)
- La casa di vetro (1920)
- La vergine folle (1920)
- Amore rosso (1921)
- Il richiamo (1921)
- La preda (1921)
- L'incognita (1922)
- La casa sotto la neve (1922)
- La Bohème (Bohème — Künstlerliebe) (1923)
- Alla deriva (Steuerlos) (1923)
- Oriente (Orient) (1924)
- Una moglie e... due mariti (Die Puppenkönigin) (1924)
- Transatlantico (Der Bastard) (1925)
- Beatrice Cenci (1926)
- Amore contrastato (Unfug der Liebe) (1928)
- Il carnevale di Venezia (1928)
- L'avventuriera di Algeri (Die Frauengasse von Algier) (1928)
- La fortezza di Ivangorod (Fünf bange Tage) (1928)
- Vera Mirzewa (Der Fall dee Staatsanwalt M.) (1928)
- Villa Falconieri (Villa Falconieri) (1928)
- Il cadavere vivente (Živoj trup) (1929)
- Maman Colibrì (Maman Colibri) (1929)
- Perché no? (1930)
- La scala (1931)
- La stella del cinema (1931)
- Patatrac (1931)
- Paraninfo (1934)
- Gli uomini non sono ingrati' (1937)
- Chi è più felice di me! (1938)
- Giuseppe Verdi (1938)
- Le educande di Saint-Cyr (1939)
- Melodie eterne (1940)
- Cento lettere d'amore (1940)
- L'attore scomparso (1941)
- La signorina (1942)
- Via delle Cinque Lune (1942)
- Signorinette (1942)
- La danza del fuoco (1943)
- Tempesta sul golfo (1943)
- La donna della montagna (1943)